# Rade Šerbedžija
Rade Šerbedžija (ibland Rade Sherbedgia), född 27 juli 1946 i Bunić i Jugoslavien (i nuvarande Kroatien), är en serbisk skådespelare.

## Filmografi (urval)
- 1994 – Innan regnet faller
- 1997 – Helgonet
- 1998 – Joe - jättegorillan
- 1999 – Eyes Wide Shut
- 1999 – Stigmata
- 2000 – Snatch
- 2000 – Space Cowboys
- 2000 – Mission: Impossible II
- 2002 – Den stillsamme amerikanen
- 2004 – EuroTrip
- 2005 – Batman Begins
- 2005 – The Fog
- 2006 – Go West
- 2007 – 24 (TV-serie) (8 avsnitt)
- 2007 – Battle in Seattle
- 2007 – Shooter
- 2008 – The Eye
- 2009 – CSI: Miami (TV-serie) (2 avsnitt)
- 2009 – Middle Men
- 2010 – Harry Potter och dödsrelikerna del 1
- 2011 – 5 Days of August
- 2011 – X-Men: First Class
- 2012 – Taken 2
- 2014 – Downton Abbey (TV-serie) (6 avsnitt)
- 2014 – Hercules: The Legend Begins
- 2015 – Sparrows
- 2017 – The Blacklist (TV-serie) (2 avsnitt)